# Bülent Emin Yarar
Bülent Emin Yarar est un acteur et metteur en scène turc.

## Biographie
Né à Ankara, il s'intéressa au théâtre dès son plus jeune âge après avoir regardé plusieurs pièces avec sa famille. Comme son père était violoniste, il s'est également intéressé à la musique et s'est inscrit au conservatoire de l'université Mimar Sinan Start pour apprendre le chant. Tout en apprenant l'opéra, il rejoignit les théâtres d'État turcs (en) en tant qu'acteur et commença à travailler sur scène. La première pièce dans laquelle il a eu un rôle était İstanbul Efendisi. 
En raison des pressions exercées par sa famille, il finit par s'inscrire au département de théâtre de l'université où il étudiait et obtint son diplôme en 1989. La même année, il commença à travailler au Théâtre d'État de Diyarbakır (tr). Entre 1994 et 1995, il fit partie du Théâtre d'État d'Istanbul (tr). 
Après son retour à Istanbul, il mit en scène les pièces Ada et Getto pour le Tiyatro Ti (tr). En 1998, il rejoignit les studios Tiyatro et obtint le rôle principal dans Le Balcon de Jean Genet, et en 1999, il eut le rôle principal dans une adaptation de Cyrano de Bergerac. Après avoir commencé à travailler pour le Oyun Atölyesi (tr), il joua dans Ermişler ya da Günahkarlar aux côtés de Haluk Bilginer et Şenay Gürler (en). Avec Işıl Kasapoğlu (tr), il a mis en scène la pièce Mem ile Zin pour la Semaver Kumpanya (tr).
En dehors de sa carrière sur scène, il est apparu dans diverses productions cinématographiques et télévisuelles.

## Filmographie sélective
- 2006 : Des temps et des vents
- 2013 : 20 Dakika
- 2021 : Hey there!